# Albrecht VI Habsburg

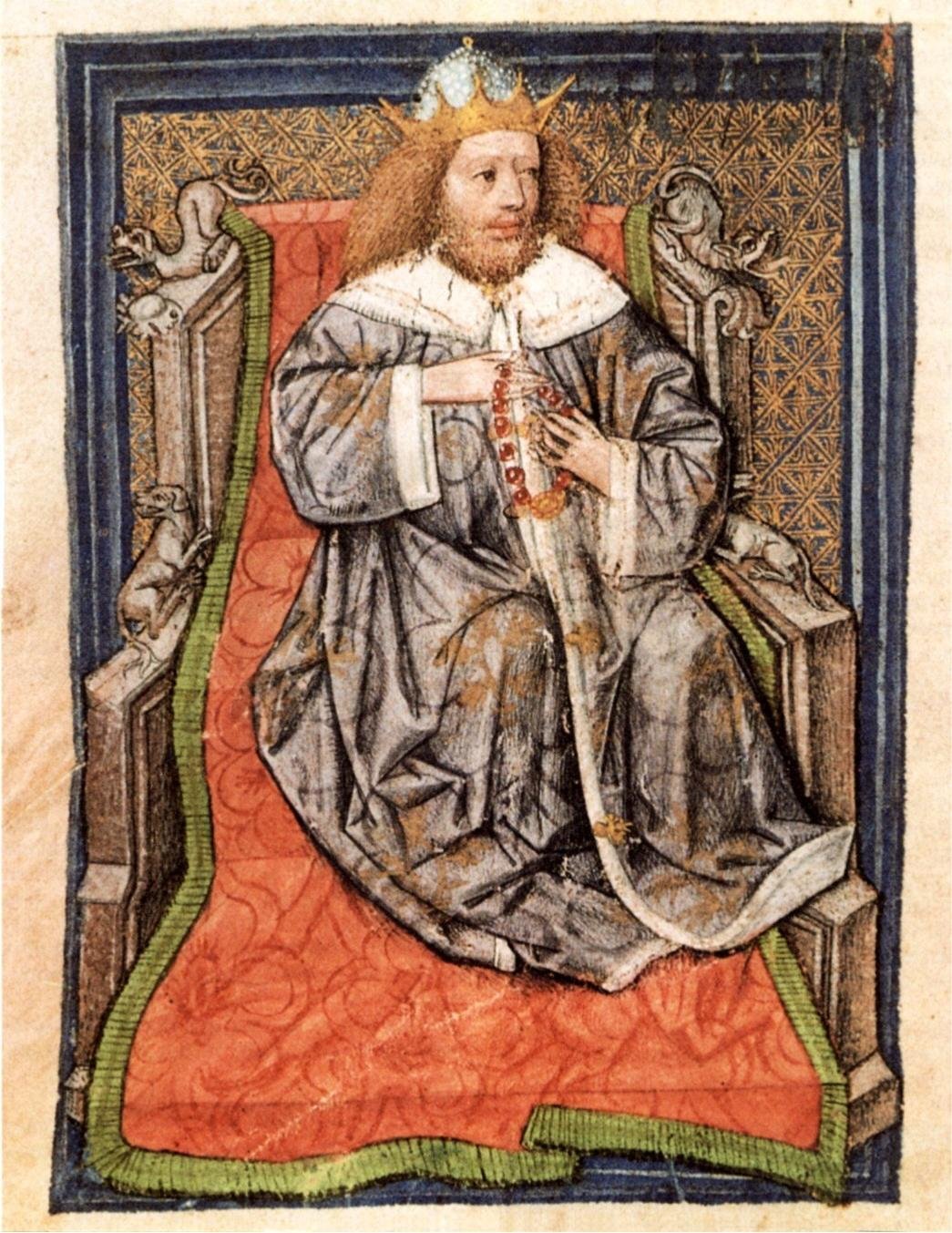
Albrecht VI Habsburg

Albrecht VI Habsburg, zwany Albrechtem Hojnym i Albrechtem Rozrzutnym (ur. 18 grudnia 1418 w Wiedniu, zm. 2 grudnia 1463 w Wiedniu) – książę Austrii. Był młodszym synem Ernesta Żelaznego. Jego ojciec był księciem Styrii i zmarł w 1424. Jego o trzy lata starszy brat Fryderyk V to późniejszy cesarz Niemiec.
Ziemie rodowe Habsburgów były za jego czasów podzielone na trzy niezależne od siebie części. Albrecht V Habsburg (późniejszy król Niemiec Albrecht II) panował nad rejonem Austrii „nad i pod Anizą”, Ernest Żelazny nad Styrią a Fryderyk IV Habsburg nad Tyrolem i Austrią Przednią. Gdy Albrecht VI miał 6 lat, zmarł jego ojciec Ernest Żelazny, a 21 lat, gdy zmarli w tym samym roku: Albrecht V i Fryderyk IV.
Po śmierci ojca, wraz z bratem, znalazł się pod opieką swojego wuja Fryderyka IV. Opieka wygasła, gdy osiągnął pełnoletniość w 1436. Zawarł wówczas z bratem umowę, zgodnie z którą mieli wspólnie rządzić Styrią. Do tego jednak nie doszło, ponieważ jego brat Fryderyk V objął rządy nad Styrią samodzielnie.
Głową rodu Habsburgów był w tym czasie (do 1439) książę Albrecht V, który w 1438 został wybrany królem Niemiec i cesarzem. Zmarł rok później w trakcie wojny z Turcją, pozostawiając syna, Władysława V Pogrobowca. W tym samym roku zmarł też Fryderyk IV Habsburg, pozostawiając syna, Zygmunta.
Książę Styrii Fryderyk V został wówczas głową dynastii i przejął opiekę nad Władysławem oraz Zygmuntem. 6 kwietnia 1440 został też wybrany we Frankfurcie na króla Niemiec, jako Fryderyk III. W 1446 tyrolskie stany wymusiły na nim zwolnienie Zygmunta spod opieki, tak by mógł samodzielnie rządzić Tyrolem. Fryderyk V nie dopuszczał Zygmunta do władzy, ponieważ chciał utrzymać w swoim ręku Tyrol, który przynosił mu liczne dochody. Szlachta tyrolska dążyła natomiast do osadzenia Zygmunta na tronie sądząc, iż będąc w młodym wieku i nie posiadając doświadczenia politycznego nie będzie ograniczał jej przywilejów, zachowując wdzięczność za udzielone poparcie.
Zygmunt przejął rządy tylko nad Tyrolem, mimo iż po ojcu powinien objąć również Austrię Przednią. Fryderyk V nadał ją jednak Albrechtowi VI. Dopiero wówczas Albrecht VI rozpoczął samodzielne rządy. W 1452, mając 34 lata, ożenił się z Matyldą von der Pfalz. Założył także uniwersytet we Fryburgu.
Po śmierci Władysława Pogrobowca doszło w 1457 do otwartego konfliktu między Albrechtem VI a jego bratem Fryderykiem V o panowanie nad rejonem Austrii zwanym „nad i pod Anizą”. Albrecht uważał siebie za następcę Władysława i przybrał tytuł władcy Austrii „nad i pod Anizą”. Jego brat Fryderyk, będący cesarzem, odrzucił jego pretensje, ale Albrecht, nie zważając na to, od 1458 mianował się władcą Austrii nad Anizą (Górnej Austrii). Po skutecznym oblężeniu brata Fryderyka i jego rodziny w wiedeńskim zamku w 1462 został także panem Austrii pod Anizą, czyli Dolnej Austrii.
Spór z bratem uwidocznił się w pełni w czasie wojny badeńsko-palatynackiej o arcybiskupstwo Moguncji. Brał w niej udział także Ulryk V Wirtemberski. Albrecht VI opowiedział się po stronie przeciwników cesarza. Wojna zakończyła się zwycięstwem cesarza w bitwie pod Seckenheim 30 czerwca 1462.
Albrecht VI zmarł nagle 2 grudnia 1463, mając 45 lat. Jego niespodziewana śmierć pomogła cesarzowi Fryderykowi w walce o panowanie nad całością habsburskich ziem tylko tymczasowo. Nowo wybrany węgierski król Maciej Korwin zdobył Styrię i Dolną Austrię. W 1485 opanował także Wiedeń, dokąd przeniósł stolicę swojego państwa. Fryderyk zmarł w 1493 – 30 lat po Albrechcie VI.